# 大村美樹
大村 美樹（おおむら みき、1973年7月23日 - ）は、日本の女優、子役出身。融合事務所所属。

## 出演
TBS
- Gメン'75　第338話「刑事が許可した殺人事件」（1981年）−平井勝の妹
- オヨビでない奴!
- 愛をこめて娘より
- 若奥さまは腕まくり!
- 千晶、もう一度笑って
- 覚悟〜戦場ジャーナリスト橋田信介物語〜
- 財務捜査官 雨宮瑠璃子4

テレビ朝日
- 宇宙刑事ギャバン
- 宇宙刑事シャリバン第24話
- 特捜最前線
- Missダイヤモンド

日本テレビ
- 季節はずれのサンタクロース
- 女検事・霞夕子
- 共犯者（2003年10月 - 12月）
- 氷の華

フジテレビ
- 花のあすか組!
- 世にも奇妙な物語
- 名探偵 明智小五郎
- 「おっはー」は世界を救う!
- HERO
- ロケットボーイ
- ムコ殿
- 救命病棟24時
- 人にやさしく
- 天使の歌声 〜小児病棟の奇跡〜
- 薔薇の十字架
- 愚痴
- 離婚弁護士
- ああ!離婚式
- 東京湾景
- Ns'あおい
- 東京タワー 〜オカンとボクと、時々、オトン〜
- PRICELESS〜あるわけねぇだろ、んなもん!〜
- 家族ゲーム
- リーガルハイ
- やんごとなき一族 第7話（2022年6月2日）- 料理の先生 役
- スティンガース 警視庁おとり捜査検証室 第5話（2025年8月19日） - 宮本 役[1]